# Atletica leggera ai XVIII Giochi del Mediterraneo - Mezza maratona maschile
La mezza maratona maschile ai XVIII Giochi del Mediterraneo si è sovolta il 30 giugno 2018 presso l'Estadio de Atletismo de Campclar di Tarragona.
La competizione è stata vinta dal marocchino Mohamed Reda El Aaraby, che ha preceduto l'italiano Eyob Faniel ed il turco Kaan Kigen Özbilen.

## Calendario
| Data      | Ora | Turno  |
| --------- | --- | ------ |
| 30 giugno |     | Finale |

## Finale
| Pos.    | Nome                    | Nazionalità | Tempo   | Note          |
| ------- | ----------------------- | ----------- | ------- | ------------- |
| Oro     | Mohamed Reda El Aaraby  | Marocco     | 1:04:03 | , Yellow card |
| Argento | Eyob Faniel             | Italia      | 1:04:07 |               |
| Bronzo  | Kaan Kigen Özbilen      | Turchia     | 1:04:19 |               |
| 4       | Daniele Meucci          | Italia      | 1:04:37 | Yellow card   |
| 5       | Atef Saad               | Tunisia     | 1:04:54 |               |
| 6       | Yassine Rachik          | Italia      | 1:05:01 |               |
| 7       | Abdenasir Fathi         | Marocco     | 1:05:12 | Yellow card   |
| 8       | Javier Guerra           | Spagna      | 1:05:19 |               |
| 9       | Benjamin Malaty         | Francia     | 1:07:13 |               |
| 10      | Mohamed Hrezi           | Libia       | 1:07:57 |               |
| 11      | Mehdi Frère             | Francia     | 1:08:32 |               |
| 12      | Saffet Elkatmış         | Turchia     | 1:09:00 |               |
| 13      | Maamar Bengriba         | Algeria     | 1:09:03 |               |
| 14      | Charlton Debono         | Malta       | 1:12:21 |               |
| 15      | Konstantinos Gkelaouzos | Grecia      | 1:13:12 |               |
| dnf     | Ayad Lamdassem          | Spagna      | dnf     |               |
| dnf     | Christos Kallias        | Grecia      | dnf     |               |
| dnf     | Bekir Karayel           | Turchia     | dnf     |               |
| dq      | Farid Terfia            | Algeria     | dq      | R240.10       |
| dns     | Benjamin Choquert       | Francia     | dns     |               |